# Where We Are
Where We Are är ett studioalbum av den irländska musikgruppen Westlife. Det gavs ut den 27 november 2009 och innehåller 13 låtar.

## Låtlista
| Nr  | Titel                   | Längd |
| --- | ----------------------- | ----- |
| 1.  | What About Now          | 4:10  |
| 2.  | How to Break a Heart    | 4:04  |
| 3.  | Leaving                 | 3:57  |
| 4.  | Shadows                 | 4:01  |
| 5.  | Talk Me Down            | 4:01  |
| 6.  | Where We Are            | 3:57  |
| 7.  | The Difference          | 3:30  |
| 8.  | As Love Is My Witness   | 4:07  |
| 9.  | Another World           | 3:16  |
| 10. | No More Heroes          | 3:58  |
| 11. | Sound of a Broken Heart | 3:51  |
| 12. | Reach Out               | 3:55  |
| 13. | I'll See You Again      | 5:17  |

## Listplaceringar
| Lista       | Topplacering |
| ----------- | ------------ |
| Grekland    | 9            |
| Mexiko      | 71           |
| Nya Zeeland | 13           |
| Schweiz     | 25           |
| Sverige     | 8            |
| Österrike   | 53           |